# ルードヴィヒ・ローレンツ
ルードヴィヒ・ヴァレンティン・ローレンツ（Ludvig Valentin Lorenz 、1829年1月18日 - 1891年6月9日）はデンマークの物理学者、数学者である。ローレンスとも表記される。光の屈折率と透明な純物質の密度の関係の数式化や、熱伝導率Kと電気伝導率σの比が温度に比例することなどの（ウィーデマン・フランツの法則）発見でも知られる。

## 経歴
ヘルシンゲルに生まれ、コペンハーゲンのデンマーク工科大学で学んだ。1876年にコペンハーゲンの陸軍士官学校の教授となり、1877年からカールスバーグ財団から資金を得て研究をすすめた。
1869年に屈折率の物質の固有振動数との関係を発表したが、1878年にオランダの物理学者、ヘンドリック・ローレンツも独立して発表したので、ローレンツ・ローレンツの式と呼ばれた。電磁気学の分野では、ローレンツ・ゲージ条件として知られる理論を提唱し、正しい光速の値を導くことができた。また、光の散乱に関する理論も考案し、1890年にデンマーク語で、1898年に修正したものをフランス語で公表した。これはその後、1908年にグスタフ・ミーによって独立に再発見されたため、ローレンツ・ミー理論と呼ばれることがある。さらに、ローレンツは、フレネルの屈折理論を用いて偏光解析法の基礎を築き、2つの媒体間の薄い遷移層によって反射された光が楕円偏光になることを発見した。